# Espera equitativa ponderada
Espera Equitativa Ponderada (en inglés Weighted Fair Queuing (WFQ)) se trata de una técnica de encolamiento que proporciona QoS en redes convergentes. Trata de evitar la congestión. Controla directamente las colas de los nodos mediante un tratamiento diferencial del tráfico proporcionado por una determinada disciplina de servicio.
WFQ es una generalización de la cola de prioridad (Fair Queuing,FQ). Tanto en FQ como en WFQ, cada flujo de datos tiene una cola FIFO separada. En FQ, con un enlace de velocidad de transmisión de datos de {\displaystyle R}, en un momento dado los {\displaystyle N} flujos de datos activos (los únicos con colas no vacías) son servidos a la vez, cada uno a un promedio velocidad de transmisión de datos de {\displaystyle R/N}. Dado que cada flujo de datos tiene su propia cola, un mal comportamiento de flujo (que ha enviado los paquetes más grandes o más paquetes por segundo que los otros desde que esta activo) solo se castigará a sí mismo y no a otras sesiones.
Contrario a FQ, WFQ permite a las diferentes sesiones tener diferentes cuotas de servicio. Si actualmente {\displaystyle N} flujos de datos están activos con pesos {\displaystyle w_{1},w_{2}...w_{N},}, número de flujo de datos {\displaystyle i} alcanzará un promedio de velocidad de transmisión de datos:
{\displaystyle {\frac {Rw_{i}}{(w_{1}+w_{2}+...+w_{N})}}}
Puede ser demostrado que al usar una red con conmutadores WFQ y un flujo de datos con limitación Leaky Bucket y un retraso obligado de extremo a extremo se puede garantizar. Regulando los pesos del WFQ dinámicamente, WFQ puede ser utilizado
para controlar la calidad del servicio QoS por ejemplo para lograr garantizar la velocidad de transmisión de datos.
Proporcional equidad se puede lograr mediante el establecimiento de los pesos en {\displaystyle w_{i}=1/c_{i}}, donde {\displaystyle c_{i}} es el coste por bits de datos del flujo de datos {\displaystyle i}. Por ejemplo en CDMA redes celulares de espectro ensanchado el coste puede ser la energía necesaria (el nivel de interferencia), y en sistemas Dynamic Channel Allocation el coste puede ser el número de sitios cercanos a la estación base que no pueden usar el mismo canal de frecuencia, en vista de evitar la interferencia co-canal.